# اچ‌ام‌اس سورینام (۱۸۰۵)
اچ‌ام‌اس سورینام (۱۸۰۵) (به انگلیسی: HMS Surinam (1805)) یک کشتی بود که طول آن ۱۰۰ فوت ۰ اینچ (۳۰٫۴۸ متر) بود. این کشتی در سال ۱۸۰۵ ساخته شد.